# Соловьёв, Александр Анатольевич
Алекса́ндр Анато́льевич Соловьёв (21 октября 1947, Москва — 23 сентября 2021, там же) — советский и российский геофизик, специалист в области математического моделирования динамики литосферных блоков, член-корреспондент РАН (2000).

## Биография
Родился 21 октября 1947 года в Москве.
В 1971 году окончил механико-математический факультет МГУ.
В 1975 году защитил кандидатскую, а в 1990 году — докторскую диссертацию.
C 1975 по 1976 годы работал в Институте проблем управления.
С 1976 года работал в Институте физики Земли АН СССР в отделе вычислительной геофизики, в 1990 г. преобразованном в Международный институт теории прогноза землетрясений и математической геофизики РАН (МИТП РАН), в настоящее время — ФГБУН Институт теории прогноза землетрясений и математической геофизики РАН (ИТПЗ РАН).
С 1994 по 1998 годы — заместитель директора по научной работе.
С 1998 по 2017 годы — директор института.
В 2000 году избран членом-корреспондентом РАН.
Скоропостижно скончался 23 сентября 2021 года. Похоронен на Троекуровском кладбище в Москве (уч. 35).

## Научная деятельность[2]
Внёс вклад в развитие математических методов решения ряда ключевых задач наук о твёрдой Земле.
Разработчик нового направления математической геофизики — математическое моделирование динамики литосферных блоков и разломов, получил фундаментальные результаты по изучению геодинамики и её связи с сейсмичностью.
В отличие от других моделей сейсмичности, блоковые модели учитывают реальное строение и геометрию разломов рассматриваемого региона и воспроизводят его сейсмичность в пространстве и во времени. В его работах установлена связь структуры и геодинамики региона с главными характеристиками сейсмичности: группируемостью, миграцией землетрясений и удалёнными взаимодействиями. Эти исследования позволяют решать задачу о восстановлении краевых условий и движущих тектонических сил, включая мантийные потоки, определяющих пространственное распределение наблюдаемой сейсмичности. С целью объяснения ключевых особенностей тектоники плит были исследованы: глобальная модель взаимодействия тектонических плит с учётом сферичности Земли; обобщённая модель дугообразной зоны субдукции; построены геодинамические модели для многих сейсмоактивных регионов мира, таких как Южные Карпаты (Вранча), Западные Альпы, Зондская островная дуга, Апеннины, Калифорния, Гималаи и Тибетское нагорье, Кавказ. Эти работы впервые дали количественное объяснение связи сейсмичности с геодинамикой.
Одновременно он внёс вклад в основание нового направления в развитии теории сложных систем — прогноза критических событий в социоэкономических системах. Перенос подхода к прогнозу землетрясений, основанного на анализе поведения нелинейных динамических систем, на социоэкономические системы, позволил прогнозировать экономические рецессии, периоды увеличения роста безработицы и скачки тяжкой преступности. Им разработаны подходы к универсальному описанию ситуаций, предшествующих экстремальным событиям в сложных системах различной природы.
Среди других его научных результатов распознавание мест возможного возникновения сильных землетрясений для ряда сейсмоактивных регионов (Кавказ, Камчатка, Горный пояс Анд, Альпы и Динариды, Пиренеи, Апеннины, Иберийский полуостров, зона сочленения Альп и Динарид), обнаружение возможности генерации магнитного поля течением Куэтта-Пуазейля проводящей жидкости и разработка методов расчёта движения искусственных спутников Земли и других небесных тел с учётом возмущений от несферичности гравитационного поля, атмосферы и других факторов, что позволило достичь новый уровень точности в определении координат спутников.

## Преподавательская и общественная деятельность[2]
С 1978 по 1988 год преподавал в должности доцента на кафедре инженерной кибернетики Московского института стали и сплавов и на кафедре вычислительной техники и автоматической обработки аэрокосмической информации Московского института инженеров геодезии, аэрофотосъёмки и картографии.
С 1988 по 2011 годы — один из ведущих приглашённых лекторов на международных школах по нелинейной динамике литосферы и прогнозу землетрясений, организованных Международным центром теоретической физики (г. Триест, Италия) ЮНЕСКО-МАГАТЭ для молодых учёных из развивающихся стран, а с 2007 года три раза был содиректором таких школ.
Участие в научно-организационной работе
- директор и председатель Учёного совета ИТПЗ РАН;
- член Диссертационного совета Д002.001.01 при Институте физики Земли имени О. Ю. Шмидта РАН;
- заместитель председателя Комитета РАН по системному анализу;
- член Бюро Национального геофизического комитета;
- член Национального комитета РАН по сбору и оценке численных данных в области науки и техники;
- член Научного совета по проблемам сейсмологии Отделения наук о Земле РАН и Российского экспертного совета по прогнозу землетрясений, оценке сейсмической опасности и риска;
- член редколлегий журналов «Вулканология и сейсмология» (заместитель главного редактора) и «Физика Земли»;
- эксперт РФФИ и РНФ.

Автор и соавтор 287 научных работ, среди которых 3 монографии, 91 статья и 4 авторских свидетельства.
Член клуба «1 июля».

## Награды
- Медаль «В память 850-летия Москвы» (1997)[4]
- Орден Дружбы (2008)[5]